# Антони Карвовски
Антони Карвовски (на полски: Antoni Karwowski) е полски лиричен абстракционист и неофигурален художник и пърформанс артист.

## Биография
Роден е на 14 април 1948 г. в град Грайево, малък град в Източна Полша. Изтраства в близост до един от най-големите естествени паркове в Европа – Бебжа. Баща му Юзеф е социален работник и едновременно с това се е занимавал с културна дейност, а майка му Ляриса (моминско име Зуб) е фризьорка. Антони е най-големият син в семейството, има по-малък брат – Мачей.
Той е силно повлиян от своя баща и дядо си (по майчина линия) Симон Зуб от руски произход. Първият урок по рисуване му е бил даден от неговия баща. Този факт, както и контактът с артистичния му дядо, който пишел стихове и пеел стари руски песни, запалили искрата на изкуството у Антони, което било решаващо за избора на бъдещата му кариера.
След завършване на средното си образование започва да рисува по-интензивно и да експериментира с различни видове изкуства. Търсейки място, където би могъл напълно да ползва и развива таланта си, той е сменил различни университети и местожителства. Известно време работи безуспешно като миньор. По-късно става студент във Факултета за изобразително изкуство към Торунския университет.
В началото на 1980-те, заедно със Збигнев Олешински, Антони основава Група „А“, която реализира множество проекти в Полша, свързани с пърформанса. Оттогава той се занимава предимно с този вид съвременно изкуство. Като участник, както и като организатор, той взема участие в ред проекти. От 2003 г. организира Международния фестивал за пърформанс изкуство в Шчечин.

## Творчество
По време на развитието на своята кариера Антони създава свой собствен стил, за който художествен критик от Берлин казва: „...От неговите картини струи многоцветна светлина, която е сътворена от съвършенството на неговата работа. Метафорично изразено, тази светлина дава вълшебен, сюрреалистичен оттенък на фигуралните композиции в неговите картини. Освен в искрящите цветове, силата на неговите произведения се крие в наситеността на символика и в многопластието, който в картините на Антони имат за задача да покажат много повече, отколкото да служат просто за декорация..“ 
Многобройни любители на изобразителното изкуство от цяла Европа прибавят картините на Антони към частните си колекции. Също така са му възлагани поръчки от различни фирми и институции. През 2005 е бил нает от клиника в Дортмунд (Германия) да нарисува големи платна за стена (53 m дълги), които оттогава са изложени и които все още се радват на вниманието от широката публика.

## Изложби
- 2010 – „Anders Gallery“ – Lünen (Германия)
- 2007 – „Anders Gallery“ – Lünen (Германия)
- 2007 – „ZERO Gallery“ – Берлин (Германия)
- 2006 – Museum of Art – Санта Фе (Аржентина)
- 2006 – Museum Contemporary Art – Неапол (Италия)
- 2005 – „Galerie automatique“, Berlin-Strasbourg
- 2005 – Art Platform, Тел Авив (Израел)
- 2005 – Polish Art Fair 2005, Познан (Полша)
- 2004 – Project „MOTION“ – Берлин (Германия)
- 2003 – V International Baltic Biennial – Шчечин (Полша)
- 2002 – Berliner Landtag – Берлин (Германия)
- 2002 – „Distance 777“ – 68elf gallery – Кьолн (Германия)
- 2001 – Europäisches Kulturzentrum, Кьолн (Германия)
- 2001 – „Kunst am limit“ – Pussy Galore – Берлин (Германия)
- 2001 – „RAUMTRIEB 2001“, art festival – Берлин (Германия)
- 2001 – Wystawa malarstwa, „Reimus gallery“, Есен (Германия)
- 1999 – Ostholstein Museum – Eutin (Германия)
- 1999 – Galerie am Domplatz – Мюнстер (Германия)
- 1999 – National Museum in Szczecin (Полша)
- 1996 – „Forum Ost – West“ – Bergisch Gladbach (Германия)
- 1994 – „Anders Gallery“ – Lünen (Германия)
- 1994 – „Forum Gallery“ – Леверкузен (Германия)
- 1993 – „Cztery Zywioly“ – Museum, Грайфсвалд (Германия)
- 1992 – „Gaia Cztery Sezony“ – Герлесборг (Швеция)
- 1992 – Municipal Gallery – Наксков (Дания)
- 1990 – „En Garde Gallery“ – Орхус (Дания)
- 1988 – „Fine Art Gallery“ – Тролхатан (Швеция)
- 1988 – XV Festival of Polish Contemporary Art – Шчечин (Полша)
- 1987 – „Bridge West & East“ – Антеверпен (Белгия)
- 1985 – „Nagra Malare“ – Ванерсборг (Швеция)
- 1981 – „Palacyk“, Вроцлав (Полша)

## Избрани проекти
- 2011 – La Porta 2011, Барселона (Испания)
- 2010 – „My Tram“, Шчечин (Полша)[4]
- 2010 – Extension Series 2, Grim Museum, Берлин (Германия)
- 2005 – „Reading White Books“, Тел Авив (Израел)
- 2001 – „Salz arm“, Берлин (Германия)
- 1998 – „Sentimental trip on east“ – Moltkerei Werkstatt, Кьолн (Германия)
- 1998 – „Middle ages anatomy“ & „Gilgamesz – Enkind’s Dream“ – Ermelerspeicher Gallery, Schwedt, (Германия)
- 1993 – „The Last Breath of Aborigine“ – Герлесборг (Швеция)
- 1981 – „Koncert na Kaprala i grzalke“ Teatr Otwarty „Kalambur“ – Вроцлав (Полша)
- 1980 – Public Space Action „My Tram“ – Торун (Полша)